# 1041
Початок Високого Середньовіччя •  Епоха вікінгів •  Золота доба ісламу •  Реконкіста •  Київська Русь

## Геополітична ситуація
Візантію очолив Михайло V Калафат. Генріх III править Священною Римською імперією, а Генріх I є
королем Західного Франкського королівства.
Апеннінський півострів розділений між численними державами: північ належить Священній Римській імперії, середню частину займає Папська область, на південь від Римської області лежать невеликі незалежні герцогства, південна частина півострова належать Візантії. Південь Піренейського півострова займають численні емірати, що утворилися після розпаду Кордовського халіфату. Північну частину півострова займають християнські Кастилія, Леон (Астурія, Галісія), Наварра, Арагон та Барселона. Хардекнуд є королем Данії та Англії.
У Київській Русі княжить Ярослав Мудрий. Королем Польщі є Казимир I Відновитель. У Хорватії править Степан I. Королівство Угорщина очолив Аба Шамуель.
Аббасидський халіфат очолює аль-Каїм, в Єгипті владу утримують Фатіміди, в Магрибі — Зіріди, в Середній Азії — Караханіди, Хорасан окупували сельджуки, а Газневіди захопили частину Індії. У Китаї продовжується правління династії Сун. Значними державами Індії є Пала, Чола. В Японії триває період Хей'ан.

## Події
- Приблизно цього року закінчилося будівництво Софійського собору в Києві.
- Польський король Казимир I Відновитель одружився з сестрою Ярослава Мудрого Добронегою.
- Болгарські повстанці на чолі з Петром II Деляном зазнали поразки від візантійських військ у битві при Острово, на чому антивізантійське повстання завершилося.
- Після смерті Михайла IV Пафлагонського василевсом Візантії став Михайло V Калафат.
- В Угорщині спалахнуло антифеодальне повстання, внаслідок якого королем було проголошено Абу Шамуеля.
- У Вустері, Королівство Англія, спалахнуло повстання проти високих податків, накладених королем Хардекнудом. З вигнання до Нормандії повернувся Едвард Сповідник, зведений брат Хардекнуда. Його було проголошено спадкоємцем англійського трону.
- Нормани на чолі з Вільгельмом Залізною Рукою завдали кількох поразок візантійським військам на півдні Італії.
- У Магрибі Зіріди проголосили відмову від шиїзму й вихід з-під контролю Фатімідів.